# Hylaeus beaumonti
Hylaeus beaumonti is een vliesvleugelig insect uit de familie Colletidae. De wetenschappelijke naam van de soort is voor het eerst geldig gepubliceerd in 1943 door Benoist.